# カトルフィッシュ (潜水艦)
|          | |
| 艦歴     | |
| 発注     | |
| 起工     | 1931年10月7日 |
| 進水     | 1933年11月21日 |
| 就役     | 1934年6月8日 |
| 退役     | 1945年10月24日 |
| 除籍     | 1946年7月3日 |
| その後   | 1947年2月12日売却 |
| 性能諸元 | |
| 排水量   | 1,130トン |
| 全長     | 274 ft |
| 全幅     | 24 ft 9 in |
| 吃水     | 12 ft 11 in |
| 機関     | MAN製2サイクル9気筒型エンジン2基 エレクトロ・ダイナミクス800馬力発電機2基 （換装後）ウィントン GM16-278 4サイクル16気筒ディーゼルエンジン 2軸推進 |
| 最大速   | 17ノット |
| 乗員     | 士官、兵員43名 |
| 兵装     | 3インチ砲1基、7.62ミリ50口径機銃1基 21インチ魚雷発射管6門                                                                                         |

カトルフィッシュ (USS Cuttlefish, SC-5/SS-171) は、アメリカ海軍の潜水艦。カシャロット級潜水艦の一隻であり、Vボートの一つ。艦名はコウイカ目コウイカ科に属するイカの総称に因んで命名された。その名を持つ艦としては2隻目。

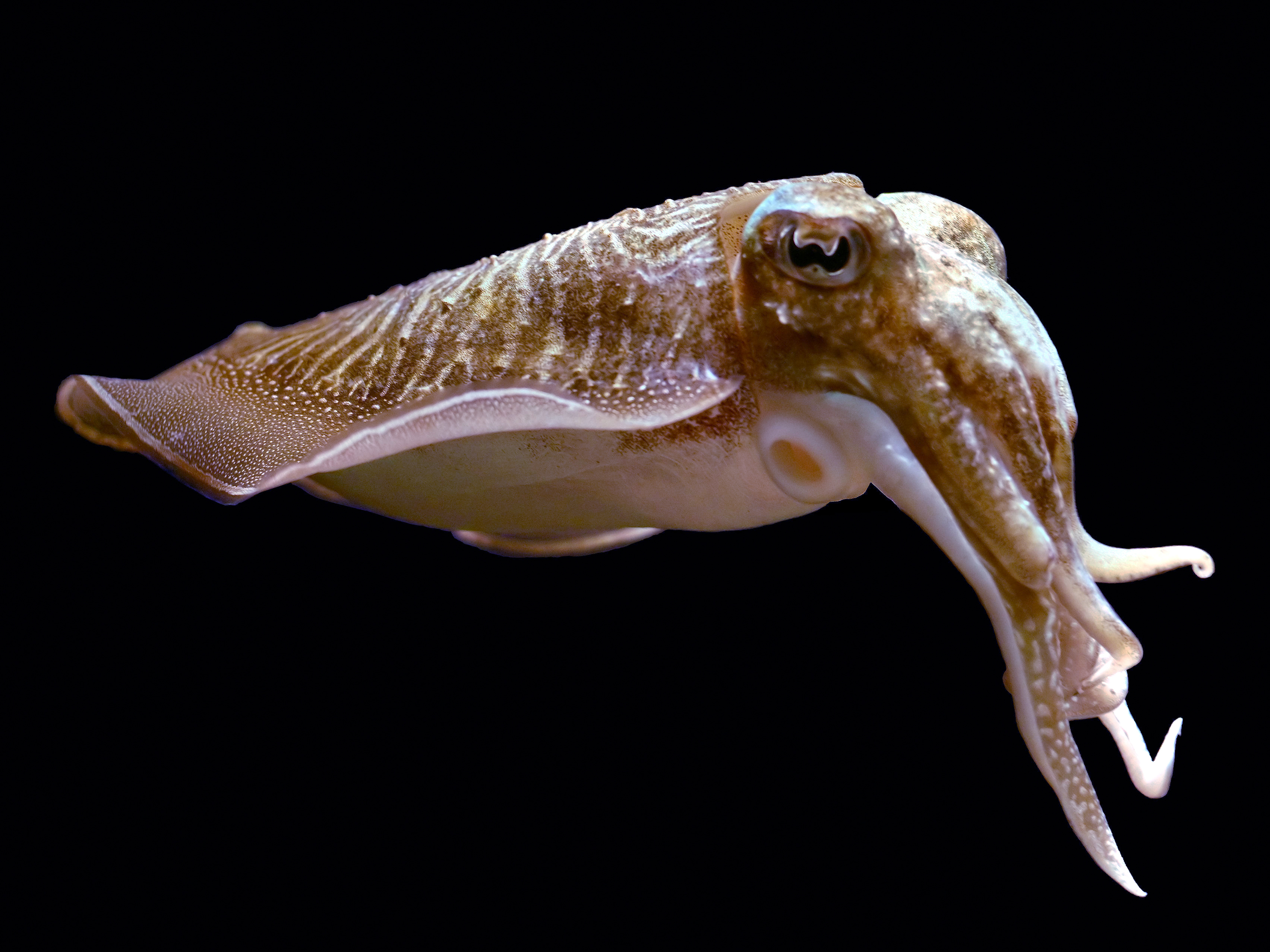
ヨーロッパコウイカ（Common cuttlefish）

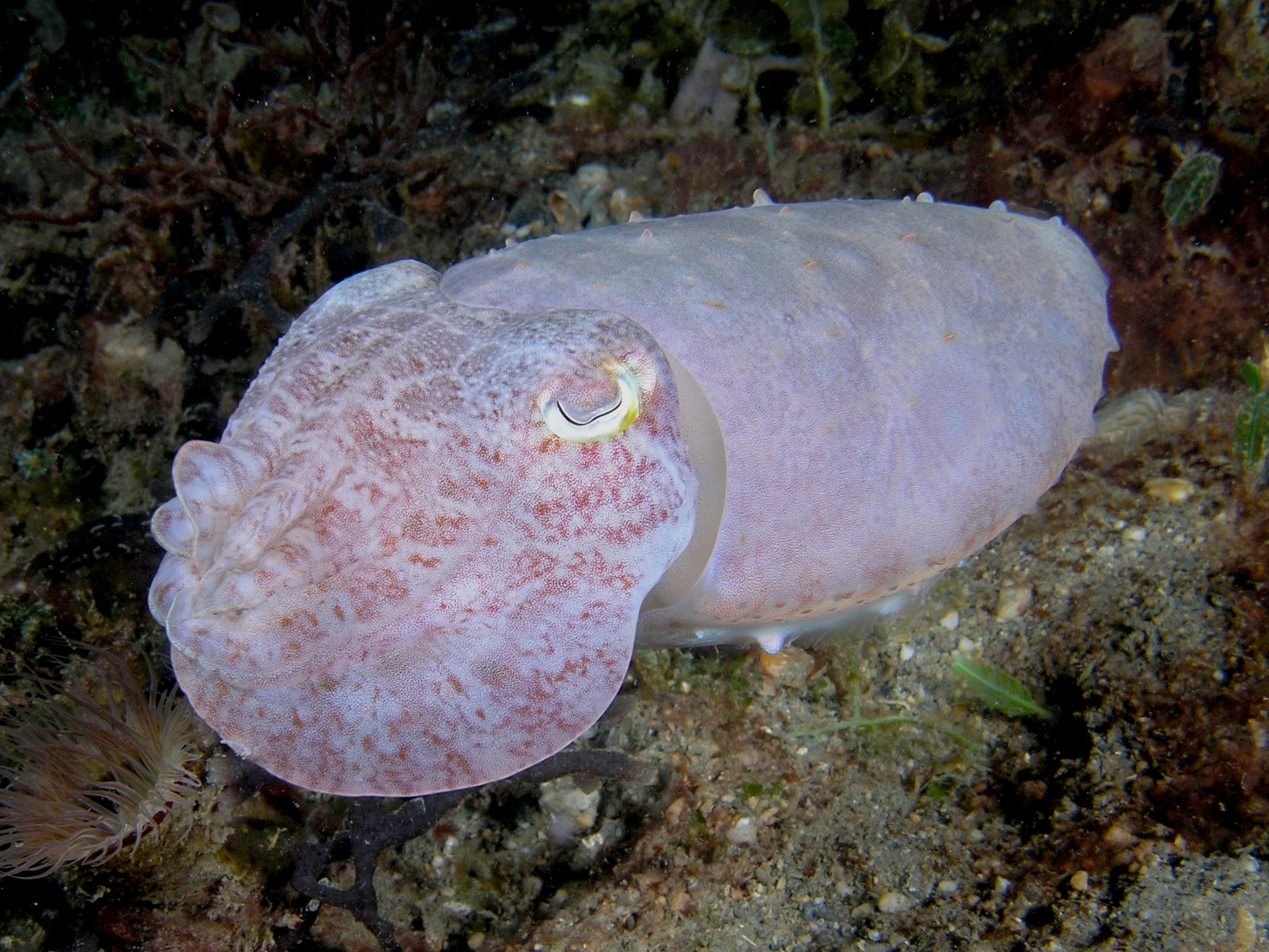
コブシメ（Broadclub cuttlefish）

## 艦歴
カトルフィッシュはコネチカット州グロトンのエレクトリック・ボート社で起工した。1933年11月21日にB・S・バラード夫人によって命名、進水し、1934年6月8日に艦長チャールズ・W・スタイアー少佐の指揮下就役する。

### 開戦まで
1935年5月15日にコネチカット州ニューロンドンを出航したカトルフィッシュは、6月22日にカリフォルニア州サンディエゴに到着する。1937年6月28日まで西海岸沿いに水雷訓練及び艦隊演習を行い、ハワイ水域へ巡航した。その後パナマ運河地帯、フロリダ州マイアミ、ニューヨークへ向かい、1937年7月28日にニューロンドンに到着。カトルフィッシュは魚雷発射実験、音響訓練、その他の活動を潜水艦学校で行う。1938年10月22日にニューヨークを出航しココ・ソロへ向かい、1939年3月20日まで潜行訓練を含む様々な訓練を行う。その後カリフォルニア州メア・アイランドへ出航した。
カトルフィッシュは1939年6月16日に真珠湾に到着し、同地を拠点として哨戒任務に就き、ハワイ水域で戦闘訓練を行う。同年の秋にサモアへ巡航し、1940年には西海岸へ向かう。1941年10月5日にカトルフィッシュはメア・アイランド海軍造船所でオーバーホールを行うため真珠湾を出航した。オーバーホール中の12月8日に真珠湾攻撃があり、カトルフィッシュはオーバーホールを完了して真珠湾へ帰還。マーティン・P・ホッテル艦長（アナポリス1927年組）の指揮下、戦争に参加することとなった。

### 哨戒
1942年1月29日、カトルフィッシュは最初の哨戒で小笠原諸島方面に向かった。2月13日に南鳥島を偵察し、次いで小笠原諸島を哨戒した。3月24日、カトルフィッシュは54日間の行動を終えてミッドウェー島へ帰投。ミッドウェー島および真珠湾で修理を受けた。
4月21日、カトルフィッシュは2回目の哨戒でマリアナ諸島方面に向かった。ミッドウェー島で補給の後、サイパン島およびマリアナ諸島北部に針路を向けたが、5月8日に艦内で火災が発生し、コントロールパネルが焼損した。5月18日にはサイパン島タナパグ湾に輸送船が複数いることを確認。5月19日には哨戒艇を攻撃したが、二度目の攻撃は撃退され、カトルフィッシュは4時間もの潜航を強いられた。5月24日には3隻の敵駆逐艦と遭遇する。翌日に敵機が浮上航行中のカトルフィッシュを発見し爆弾を2発投下したが損傷はなかった。1942年6月のミッドウェー海戦では指定された哨戒海域に留まり、ミッドウェー島西方700マイルの偵察を命じられた。6月15日、カトルフィッシュは56日間の行動を終えて真珠湾に帰投。整備後ミッドウェー島に回航された。艦長がエリオット・E・マーシャル（アナポリス1931年組）に代わった。
7月29日、カトルフィッシュは3回目の哨戒で日本近海に向かった。8月18日、カトルフィッシュは沖の島近海で哨戒中の水雷艇鳩を発見し、魚雷を発射したが外れ、爆雷による反撃を受けた。3日後の8月21日夕刻、カトルフィッシュは北緯30度00分 東経132度30分 / 北緯30.000度 東経132.500度の地点で、輸送船団のものと思われる複数の濃い煙を発見。これに対して攻撃を行い、おそらく3発が貨物船に、1発が護衛艦に命中したと判断された。爆発の様子は目撃できたものの沈没は確認できなかった。この攻撃で特設給兵艦日朗丸（日産汽船、6,534トン）を撃破した。9月5日、カトルフィッシュは北緯31度18分 東経131度19分 / 北緯31.300度 東経131.317度の地点でタンカー第二日新丸（西大洋漁業、17,752トン）を攻撃し、それは沈没したものと思われたが、第二日新丸に被害は無かった。9月20日、カトルフィッシュは69日間の行動を終えて真珠湾に帰投。これがカトルフィッシュの最後の哨戒となった。

### 訓練艦
カトルフィッシュは第一線任務から離れ、ニューロンドンへの移動を命じられる。その後、カトルフィッシュは1942年12月から1945年10月まで訓練艦として潜水艦学校での任務に従事した。1944年12月8日にカトルフィッシュは護衛駆逐艦ブレイ (USS Bray, DE-709) と衝突事故を起こし損傷する。カトルフィッシュは戦争終了後の1945年10月24日にフィラデルフィアで退役し、除籍後1947年2月12日に売却された。
カトルフィッシュの第3回の哨戒が成功として記録され、その戦功とミッドウェー海戦での戦功で2個の従軍星章を受章した。